# Thuốc chống huyết khối
Một tác nhân chống huyết khối là một loại thuốc làm giảm sự hình thành cục máu đông (thrombi). Thuốc chống huyết khối có thể được sử dụng trong điều trị để phòng ngừa (phòng ngừa tiên phát, phòng ngừa thứ phát) hoặc điều trị cục máu đông nguy hiểm (huyết khối cấp tính). Tại Mỹ, Đại học Bác sĩ Lồng ngực Hoa Kỳ công bố hướng dẫn lâm sàng cho các bác sĩ lâm sàng về việc sử dụng các loại thuốc này để điều trị và ngăn ngừa nhiều loại bệnh.

## Quy trình
Thuốc chống huyết khối khác nhau ảnh hưởng đến các quá trình đông máu khác nhau:
- Thuốc chống tiểu cầu hạn chế sự di chuyển hoặc tập hợp tiểu cầu.
- Thuốc chống đông hạn chế khả năng của máu đông lại.
- Thuốc tan huyết khối hoạt động để làm tan cục máu đông sau khi chúng đã hình thành.